# ونسان پارونو
ونسان پارونو (فرانسوی: Vincent Paronnaud‎؛ زادهٔ ۱۹۷۰) فیلم‌نامه‌نویس و فیلمساز اهل کشور فرانسه است. وی متولد شهر لا روشل است. بیشتر شهرت وی به خاطر همکاری با مرجان ساتراپی در فیلمنامه‌نویسی و کارگردانی فیلم پرسپولیس محصول سال ۲۰۰۷ است.

## جوایز
- پارونو و مرجان ساتراپی به طور مشترک برنده جایزه ارزشمندترین فیلم سال در جوایز «سینما برای صلح» به خاطر فیلم پرسپولیس- سال ۲۰۰۸
- پارونو و مرجان ساتراپی به طور مشترک برنده جایزه بهترین کارگردانی در جشنواره فیلم نور به خاطر فیلم خورش آلو با مرغ- سال ۲۰۱۳